# Трип (фильм)
«Трип» (англ. The Trip) — американский фильм-драма 1967 года, срежиссированный Роджером Корманом по сценарию Джека Николсона, снятый в Лос-Анджелесе, в главной роли Питер Фонда.

## Сюжет
Молодой режиссёр рекламных клипов — Пол Гровес (Питер Фонда), расстроенный предстоящим разводом с женой, решается на эксперимент с психоделиками и едет с другом в коммуну хиппи, где принимает изрядное количество ЛСД. Тут и начинается психоделический опыт — «трип». Весь фильм и есть красочное описание кислотного психоделического опыта главного героя.

## В ролях
- Питер Фонда — Пол Гроувс
- Сьюзан Страсберг — Салли Гроувс
- Брюс Дерн — Джон
- Деннис Хоппер — Макс
- Салли Закс — Гленн
- Барбура Моррис — Фло
- Джуди Лэнг — Надин
- Луана Андерс — официантка
- Дик Миллер — Кэш
- Карен Бернсен — Александра
- Кэтрин Уолш — Лулу
- Анджело Росситто — гном в «лесной фантазии» (в титрах не указан)